# 2003 UY291
2003 UY291, também escrito como 2003 UY291, é um objeto transnetuniano que está localizado no Cinturão de Kuiper, uma região do Sistema Solar. Este corpo celeste é classificado como um cubewano. Ele possui uma magnitude absoluta de 7,4 e tem um diâmetro estimado com 146 km.

## Descoberta
2003 UY291 foi descoberto no dia 24 de outubro de 2003 pelo astrônomo Marc W. Buie.

## Órbita
A órbita de 2003 UY291 tem uma excentricidade de 0,161 e possui um semieixo maior de 49,281 UA. O seu periélio leva o mesmo a uma distância de 41,354 UA em relação ao Sol e seu afélio a 57,207 UA.